# Minicomboio da Caparica
Minicomboio da Caparica, (o Trenino di Caparica in italiano) è il nome di una ferrovia turistica, con servizio stagionale, che collega la spiaggia di Costa de Caparica a Fonte da Telha in Portogallo.
I 9 km di percorso che comprendono quattro stazioni e quindici fermate richiedono un tempo di viaggio di circa mezzora. 
Il servizio è operato da Transportes Recreativos da Praia do Sol ed è attivo durante il periodo estivo, dal 1º giugno al 15 settembre. Il termine ufficiale del servizio è fissato al 30 settembre.

## Storia
Un primo progetto di ferrovia costiera tra Costa da Caparica e Cabo Espichel, prevedeva una linea di circa 20 km. La realizzazione del primo tratto di 4 chilometri, avvenne nel 1960 e fu inaugurato in pompa magna il 29 giugno. Fu allungato a 9 km nel 1963 ma non venne realizzato alcun tratto ulteriore.
Nel 2006, nell'ambito di un progetto di riqualificazione della zona, il terminal di Costa de Caparica è stato spostato di circa un chilometro al di fuori del centro della città, mettendo a rischio l'esistenza del servizio ferroviario stesso a causa della forte riduzione del numero dei passeggeri. Fino a quest'ultima modifica del tracciato era calcolato un numero medio di passeggeri nel mese di agosto di 150 000 unità, ridottosi a circa 30 000.

## Caratteristiche
Tecnicamente si tratta di una ferrovia Decauville per la quasi totalità a linea singola con scartamento ridotto di 600 mm. I binari sono costituiti da rotaie da 12 kg/m, in barre da 12 m di lunghezza giuntate, su cui viaggiano locomotive Diesel che trainano vagoncini aperti. 
Al km 4 (termine della tratta inaugurata nel 1960) è posta la rimessa-officina dei rotabili. Alle due estremità del tracciato, a Nova Praia e a Fonte da Telha, sono poste due piccole piattaforme girevoli e due raddoppi di binario con deviatoi per la giratura delle locomotive a termine corsa e il loro riposizionamento in testa al convoglio.

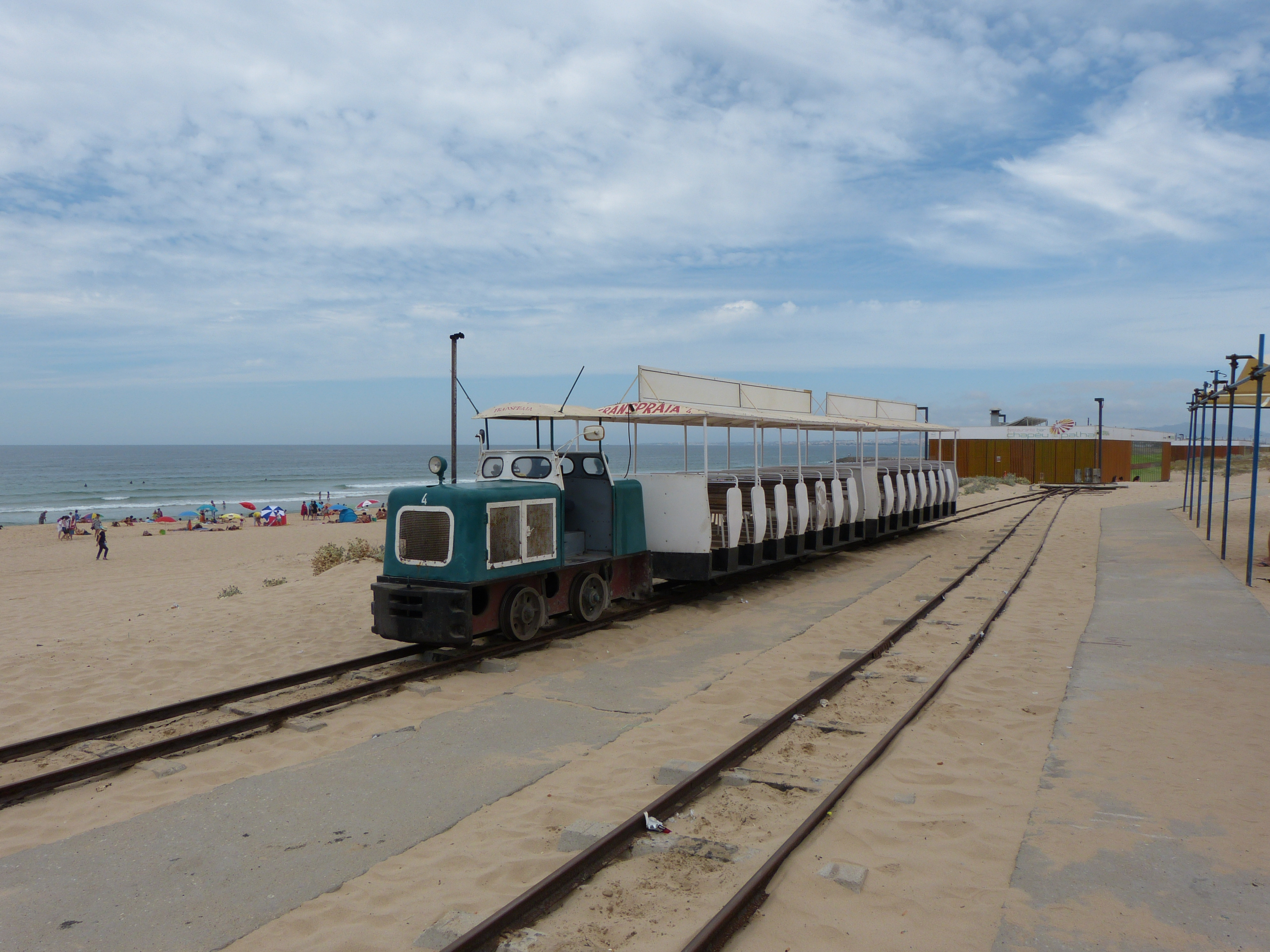
Una composizione tipo

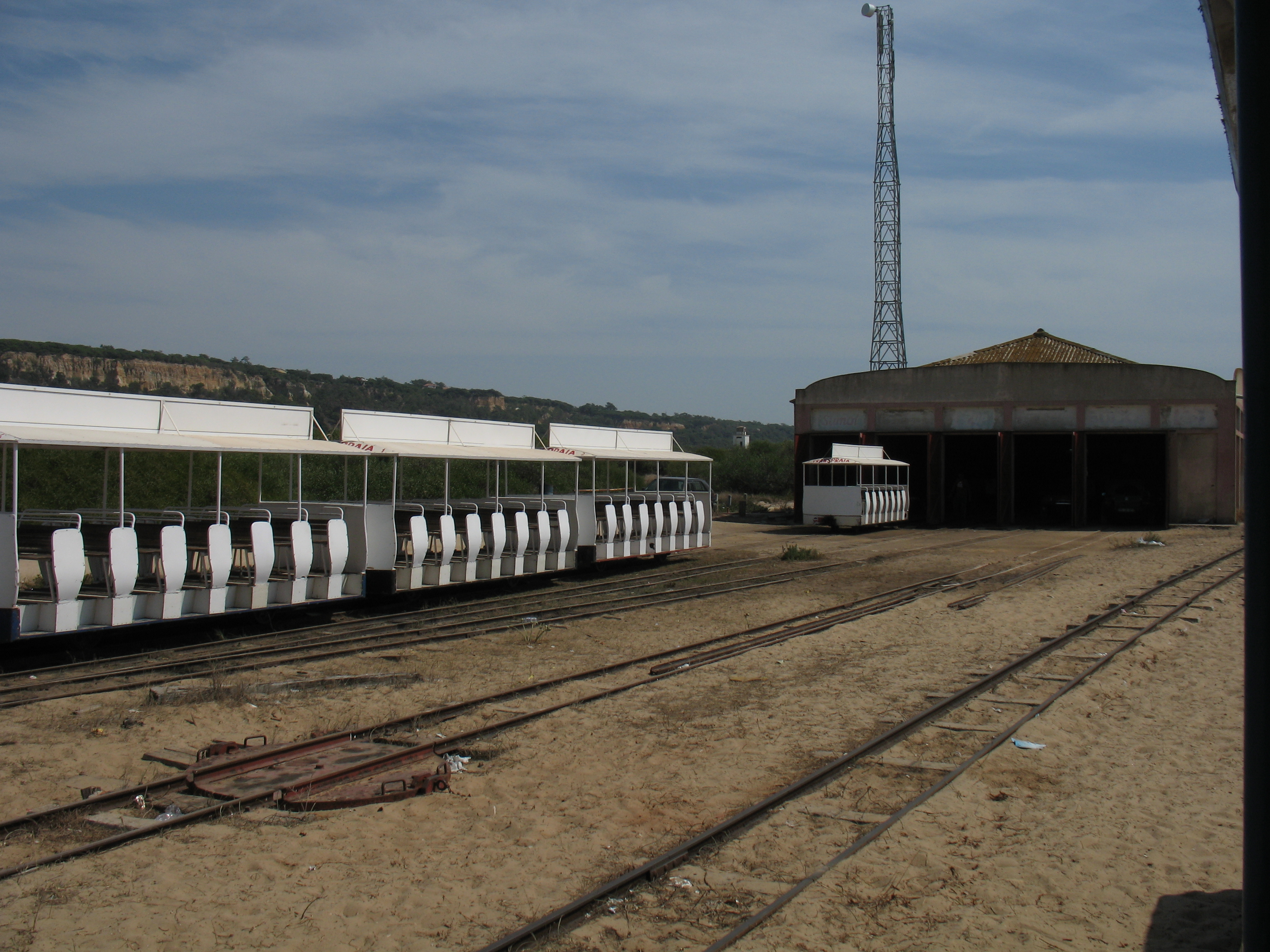
Vagoni in sosta e rimessa rotabili a Foz do Rego

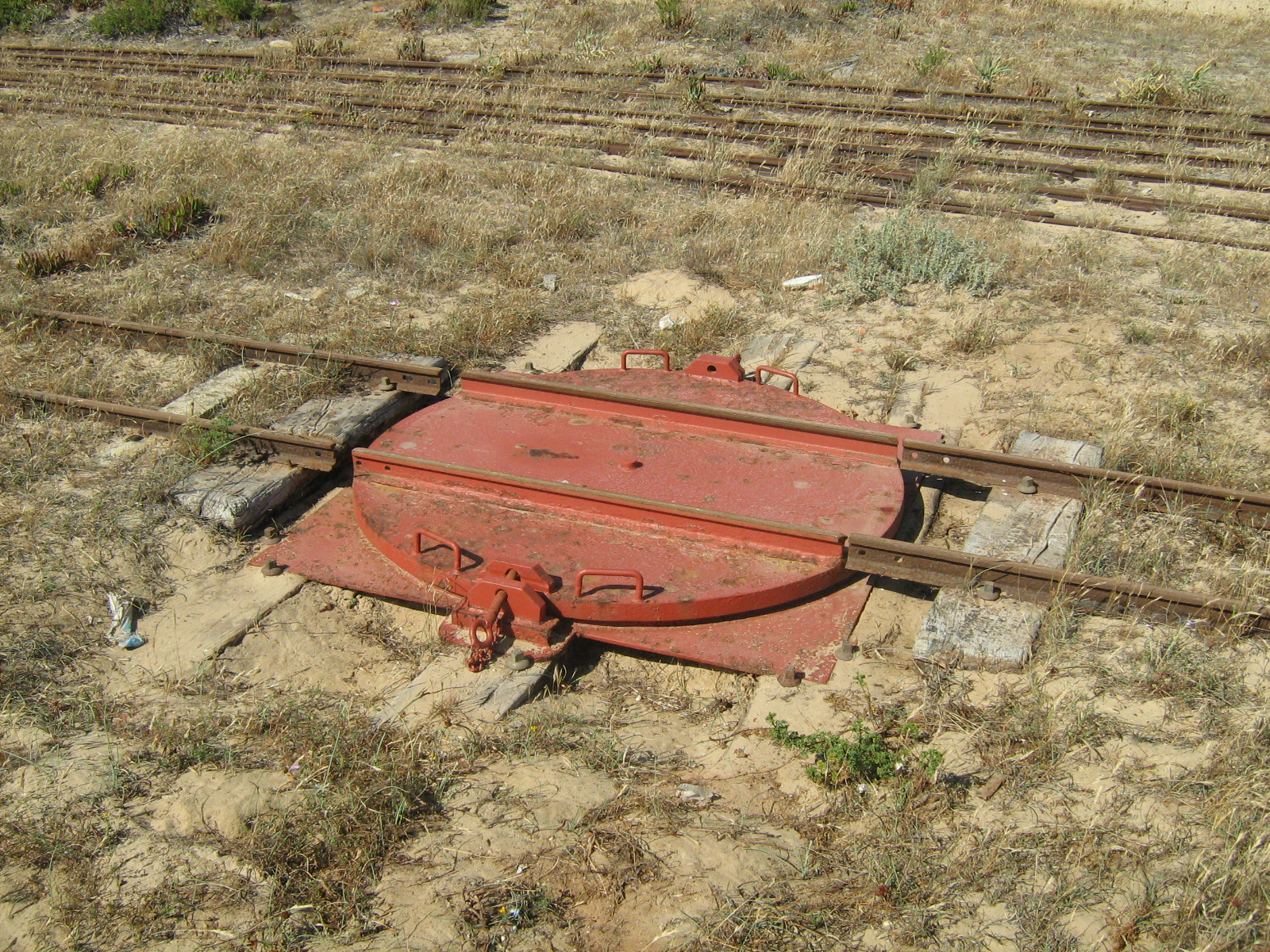
Piattaforma girevole

## Materiale rotabile
Il parco trazione è composto di 4 locomotive Diesel a due assi di costruzione tedesca, con motorizzazione Mercedes-Benz.
Il materiale trainato è costituito da 20 vagoncini aperti ad accessi laterali liberi e panche per sedersi.

## Percorso
| Unknown route-map component "exKBHFa" |

| Unknown route-map component "KBHFxa" |

| Stop on track |

| Stop on track |

| Stop on track |

| Stop on track |

| Stop on track |

| Stop on track |

| Station on track |

| Stop on track |

| Station on track |

| Stop on track |

| Stop on track |

| Stop on track |

| Stop on track |

| Stop on track |

| Stop on track |

| Unknown route-map component "eHST" |

| Stop on track |

| Stop on track |

| End station |